# Гусев, Юрий Александрович
Юрий Александрович Гусев (1935—1992) — советский военачальник, генерал-полковник.

## Биография
Родился 20 мая 1935 года в городе Шахты Ростовской области.
Отец — Герой Советского Союза Гусев Александр Иванович.
Окончил с серебряной медалью Тульское суворовское училище (1954), затем — Московское военное училище имени Верховного Совета РСФСР (1957) и Военную академию имени М. В. Фрунзе (1966).
Служил в Советской армии командиром взвода и роты в Таманской дивизии. Потом получил назначение на должность командира батальона в Группе Советских войск в Германии, где командовал полком. В 1973 году, будучи начальником штаба мотострелковой дивизии поступает в Академию Генерального штаба, после окончания академии был назначен командиром дивизии на Дальнем Востоке. В 1978 году Юрий Александрович стал первым заместителем командующего армией Дальневосточного военного округа. В 1981 году был назначен командующим 28-й общевойсковой армии в Гродно. С июня 1984 по декабрь 1986 года генерал-лейтенант Гусев служил начальником штаба — заместителем командующего Туркестанским военным округом, по должности являлся членом Военного совета округа. Принимал участие в боевых действиях в Афганистане.
В декабре 1986 года Ю. А. Гусев был назначен на должность первого заместителя начальника Главного разведывательного управления СССР. Последние годы жизни занимался поисками «Янтарной комнаты».
Погиб в автокатастрофе (в прессе также были сообщения, что это убийство) 30 ноября 1992 года в Москве. Похоронен на Троекуровском кладбище.

## Награды
- Орден Красного Знамени
- Два ордена Красной Звезды
- Орден «За службу Родине в Вооружённых Силах СССР» III степени
- Медаль «За отличие в охране государственной границы СССР»
- Медаль «Ветеран Вооружённых Сил СССР»
- Медаль «За укрепление боевого содружества»
- Медаль «За безупречную службу» I степени
- другие медали.

Иностранные награды:
- два Ордена Красного Знамени (Демократическая Республика Афганистан)
- Орден «Звезда» III степени (Демократическая Республика Афганистан)
- Медаль «Братство по оружию» (Польская Народная Республика)
- другие награды.